# Jan Massijs
Jan Massijs (Antwerpen, 1509 – aldaar 1573) was een Zuid-Nederlands kunstschilder. Hij was een zoon van Quinten Massijs (I) en de oudere broer van Cornelis Massijs. Het waren alle twee kinderen van Quintens tweede vrouw Catharina Heyns met wie hij nog acht kinderen had.

## Biografie
Jan Massijs stond lang in de schaduw van zijn illustere vader. Hij was een tijdlang leerling en later medewerker van Quinten in diens atelier en gebruikte het verder na de dood van zijn vader. Quinten was reeds zeer welgesteld en gereputeerd en had contacten in de hoogste kringen. Erasmus was een van hen.
De thema's van de schilderijen van Jan bleven in het begin dezelfde als die van Quinten, aangevuld met atelierreplieken. Voor de buitenwereld straalde het talent van Jan meer af op de reputatie van zijn vader.
In de periode tussen 1850 en 1950 schonken kunsthistorici vooral aandacht aan 16-eeuwse kunst die door religie was geïnspireerd. Jan werd alleen vermeld als het om gesigneerde werken ging, met een religieuze of mythologische inslag. Hij vond  nieuwe thema's  in de moraliserende en satirische onderwerpen waarvoor de belangstelling toen gering was. Zijn vader gaf hiertoe zeker de aanzet zoals zijn schilderij Portret van een groteske oude vrouw aantoont. Quinten haalde zijn inspiratie hiervoor bij Leonardo da Vinci en Jan onderging hier zeker de invloed van.
Rond 1540 bloeide de handel in Antwerpen sterk op. Jan deed hier zijn voordeel mee toen hij in 1555 naar Antwerpen terugkeerde (zie verder). Hij vond nieuwe kopers voor zijn werken bij de toenemende groep kooplui die zich in Antwerpen kwamen vestigen. Zij waren liefhebbers van schilderijen met wereldse thema's en Jan leverde die graag in de vorm van satirische voorstellingen waarbij de tronies die zijn vader bij Da Vinci had gevonden van pas kwamen. Voorbeelden van zijn satirische werken zijn, naast het hier afgebeelde Vrolijk Gezelschap en De Huichelaars ook Ongelijke Liefde, Het Contract en De Verloren Zoon. De diversiteit in zijn werken kan verklaard worden door zijn levensloop en zijn verschillende opdrachtgevers.
Het was vooral na zijn terugkeer in 1555 naar Antwerpen dat zijn talent als schilder zich volledig ontplooide. Zijn zoon Quinten Massijs de Jongere, genoemd naar zijn grootvader, was succesvol aan het Engels hof.
De mening bij kunstcritici overheerst dat zijn werk erotisch geladen is en een eerbetoon aan het vrouwelijk schoon.

## Jan Massijs en de Loïsten
Jan Massijs werd verdacht van sympathieën met de sekteleider van de Loïsten Loy de Schaliedekker (Eligius Pruystinck) en moest de Nederlanden tussen 1544 en 1555 verlaten. Zeker is dat hij een tijdlang in Genua verbleef. Hij schilderde er een portret van Andrea Doria. In die periode signeerde hij twee werken, beide geschilderd in 1552.

## De huichelaars
Het schilderij De huichelaars (zie afbeelding) toont twee katholieke geestelijken die door Jan Massijs worden gehekeld omwille van hun hypocrisie. Hij schildert ze terwijl ze duidelijk niet verzonken zijn in godsdienstigheid. Hij accentueert dat nog eens door de paternoster overdreven groot weer te geven. Door de kerk bestempeld als ketter haalt hij hiermee zijn gram.

## Vrolijk gezelschap
Het schilderij dat hier is afgebeeld is zeker een atelierrepliek en een variante van het thema Vrolijk Gezelschap. Het exemplaar dat door Jan is gesigneerd en in het Kunsthistorisches Museum te Wenen wordt bewaard, is hier een mooi voorbeeld van. Het laatste toont vijf personages en het hier afgebeelde schilderij is er sterk mee verwant. Het besproken schilderij toont drie personen. Twee figuren aan de linkerkant zijn verdwenen omdat het werk aan die zijde met 25 cm is ingekort. De doedelzakspeler en een lachende man waren afgebeeld op het verdwenen stuk.

## Galerij

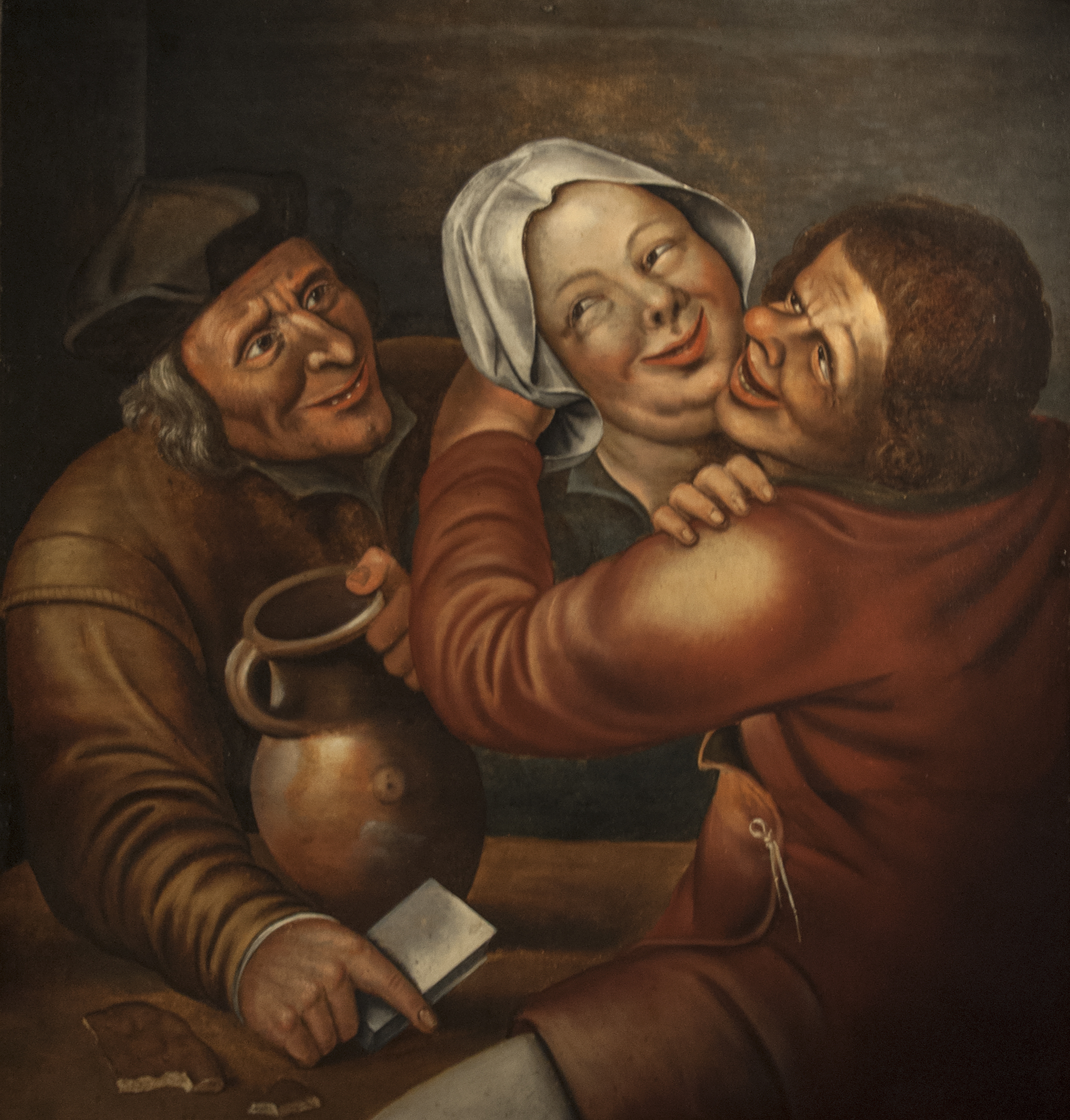
Vrolijk gezelschap - Het Zotte Kunstkabinet, België
Rebus: de wereld voedt veel zotten, 1530, uit de collectie van The Phoebus Foundation
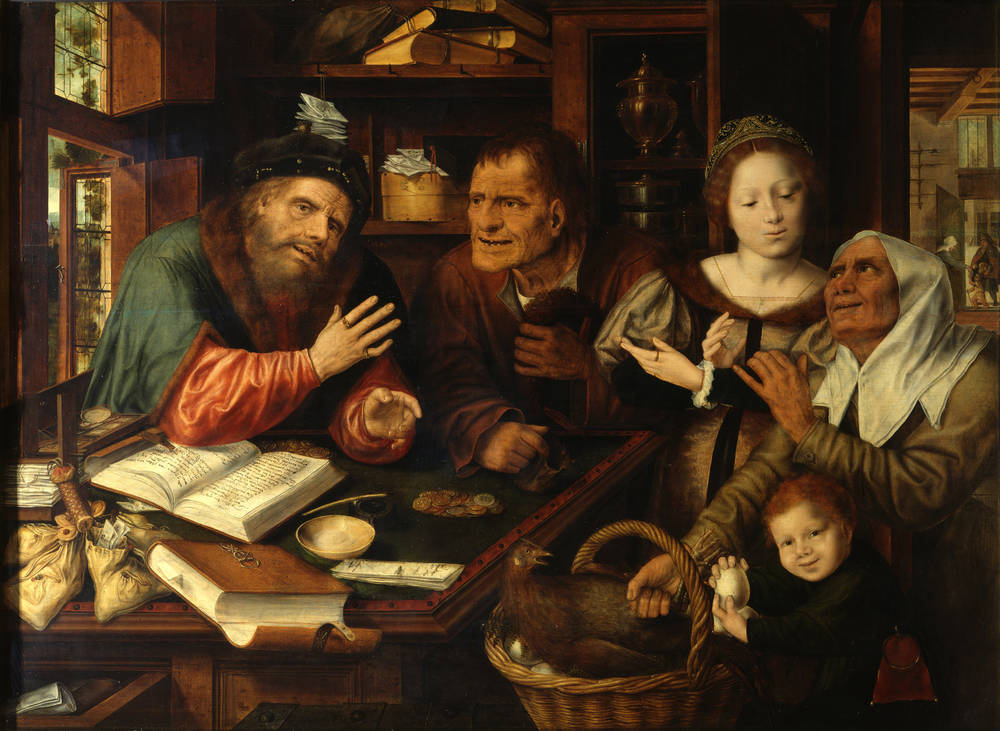
Bij de belastingontvanger, 1539 (Gemäldegalerie Alte Meister, Dresden)
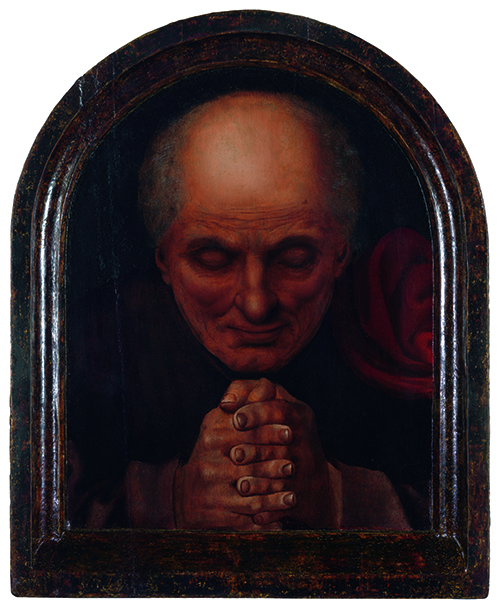
Biddende monnik, 1540-1550, uit de collectie van The Phoebus Foundation
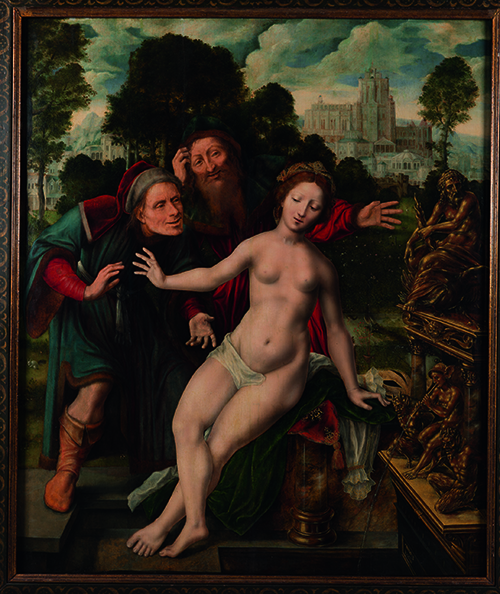
Suzanna en de ouderlingen, 1540-1560, uit de collectie van The Phoebus Foundation
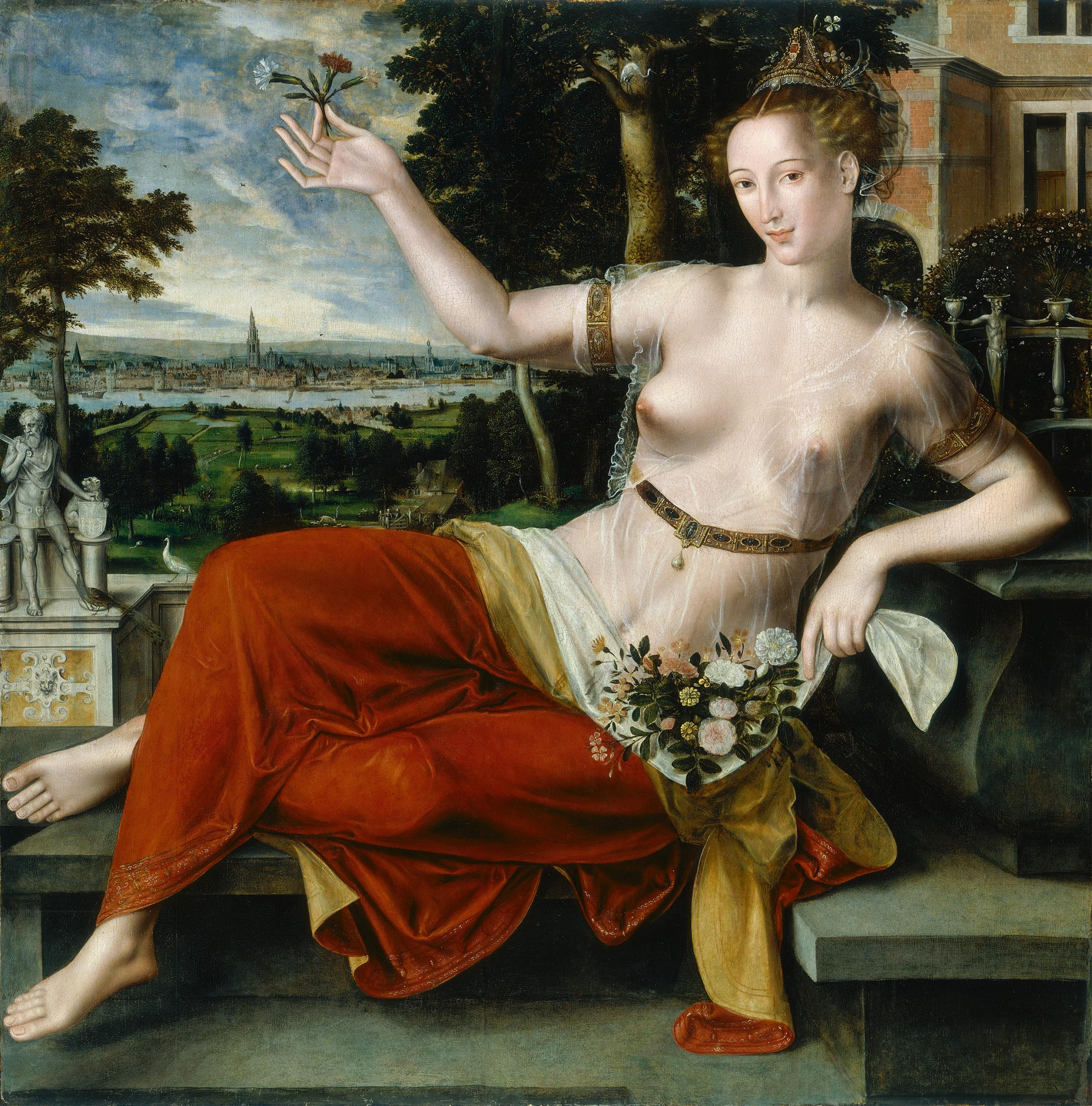
Flora, 1559, Hamburger Kunsthalle
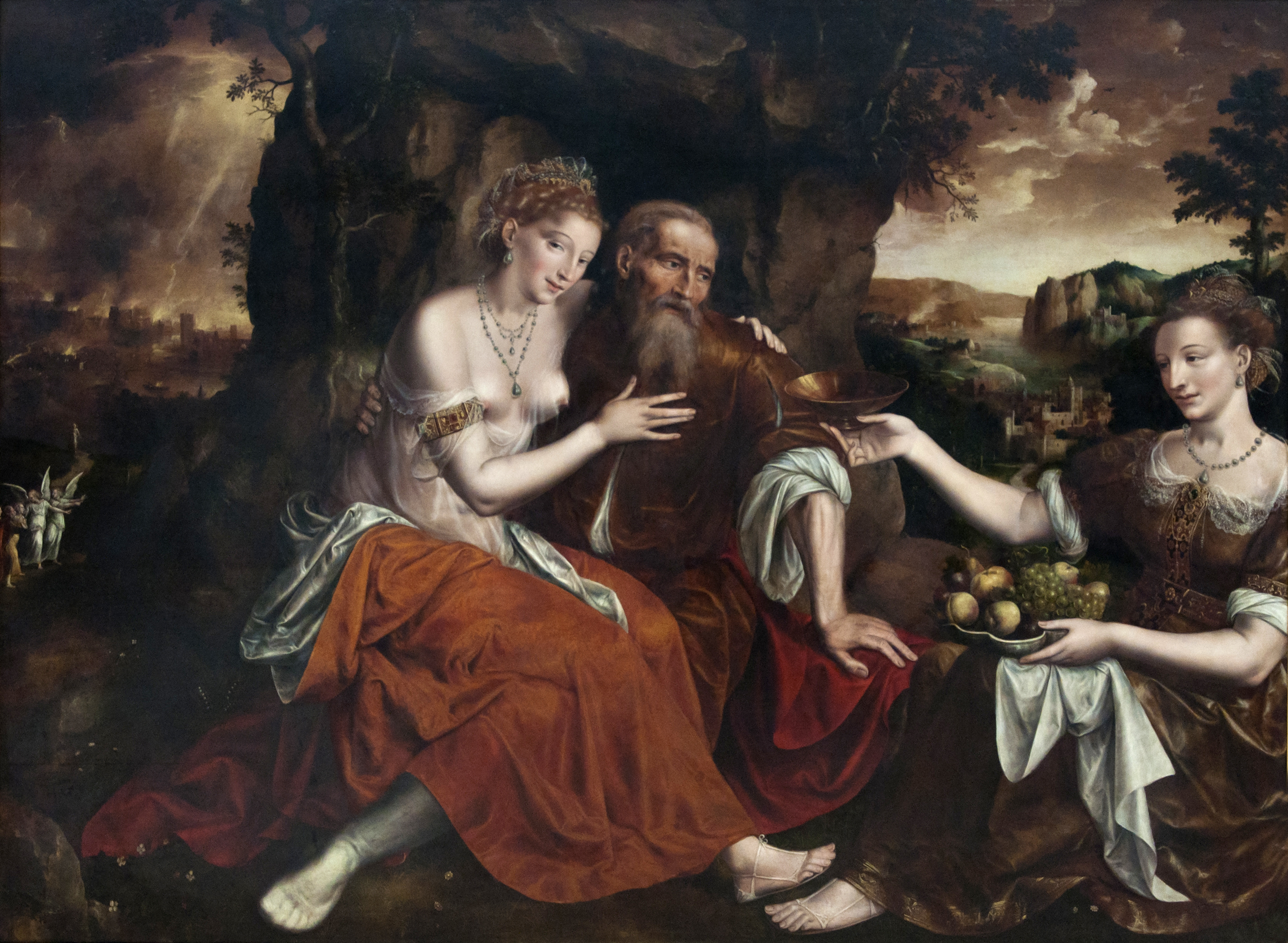
Lot en zijn dochters (1565) in het Koninklijke Musea voor Schone Kunsten van België
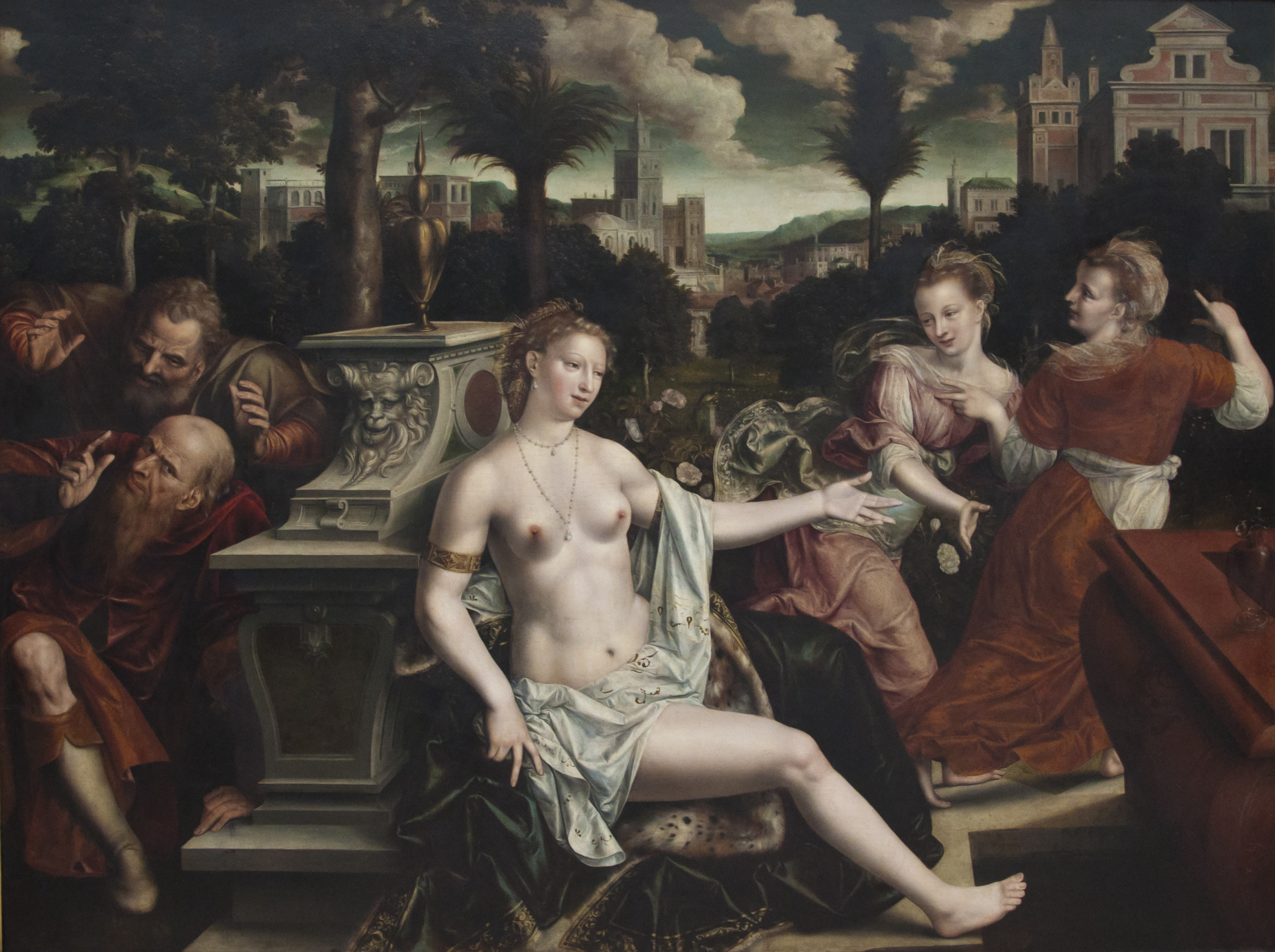
Suzanna en de ouderlingen (1567) in het KMSK te Brussel
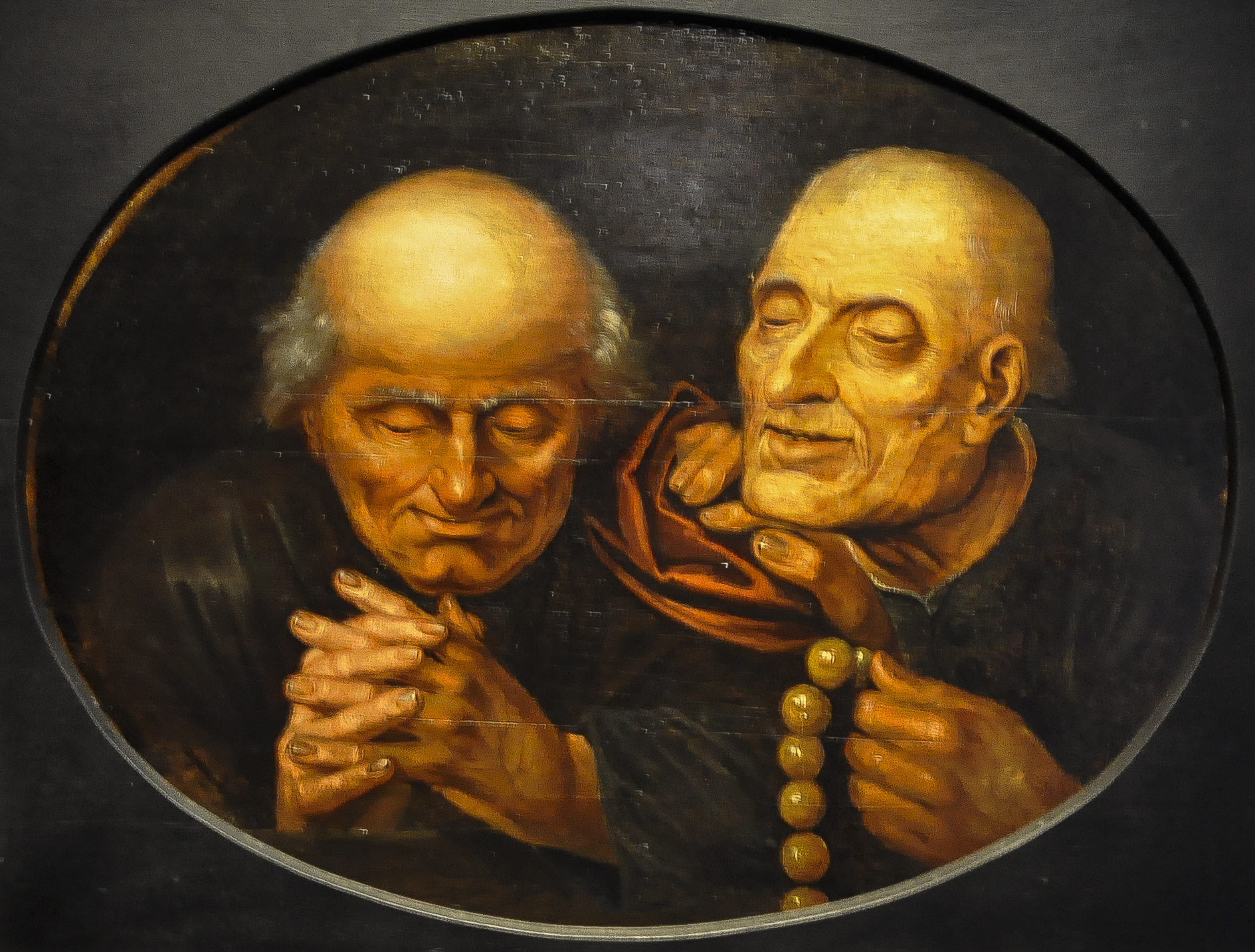
De huichelaars - Het Zotte Kunstkabinet te Mechelen